# Letiště Hakodate
Letiště Hakodate (japonsky 函館空港 – Hakodate kúkó, IATA: HKD, ICAO: RJCH) je mezinárodní letiště u města Hakodate v prefektuře Hokkaidó v Japonsku. Leží ve vzdálenosti přibližně osmi kilometrů
východně od centra nedaleko pobřeží Cugarského průlivu.

## Dějiny
Letiště bylo uvedeno do provozu v roce 1961.
6. září 1976 na letišti přistál se strojem MiG-25 dezertující sovětský testovací pilot Viktor Ivanovič Bělenko.